# 770
Вижте пояснителната страница за други значения на 770.